# Гордиан II
Марк Антоний Гордиан Семпрониан Млади Римски Африкански (Marcus Antonius Gordianus Sempronianus Romanus Africanus), римски император за 21 дни през 238 г., син, наследник и съимператор на Гордиан I.
Бунтът в Картаген срещу бирниците на Максимин Трак води до издигането на Гордиан I за император. Възрастният Гордиан веднага приобщава своя син Гордиан Млади към управлението и му дава титлата август. Двамата Гордиани ентусиазирано са приветствани от Сената в Рим, който обявява Максимин за свален. В отговор на това Максимин Тракиеца потегля с легионите си към Рим, за да накаже метежниците.
Междувременно губернаторът на Нумидия – легатът Капелиан остава верен на Максимин и насочва поверения му легион срещу Гордианите, които не разчитат на почти никаква военна помощ, освен набързо събраното цивилно опълчение, съвсем неравностойно на противниковите професионални войски. Гордиан II ръководи сражението срещу Капелиан близо до Картаген, но търпи поражение, в което загива на 12 април 238 година. Малко след това се самоубива и баща му Гордиан I.
Наследник на богатата и изтъкната патрицианска фамилия на Гордианите, Гордиан Младши несъмнено се ползвал със симпатиите на Сената. Сенатската историография го представя, както и баща му, в най-благоприятна светлина, в контраст с опонента им Максимин Трак, заклеймен като груб варварин и тиранин. В същото време според изпълнената с пикантни измислици „История на императорите“, Гордиан е известен с огромната си библиотека от 62 000 книги, както и със своите 22 признати наложници.